# Rajići
Rajići (cyr. Рајићи) – wieś w Bośni i Hercegowinie, w Republice Serbskiej, w gminie Milići. W 2013 roku liczyła 158 mieszkańców.